# Nomuka
Nomuka é uma pequena ilha na parte meridional do Distrito de Ha'apai, no Reino de Tonga. 
Nomuka possui 7 km² de área e contém um grande lago salgado no meio. Há cerca de 400 a 500 habitantes que sobrevivem da pesca, agricultura e remessas de familiares no exterior. A ilha tem uma escola secundária, duas escolas primárias, e um jardim de infância. Ela também tem sete igrejas.
A ilha é acessível somente por barco. Barcos saem semanalmente de Nuku'alofa, Lifuka e Ha'apai. Há uma pousada na ilha, e três ou quatro pequenas lojas de conveniência.